# Ajuma Ameh
Ajuma Ameh (1 de dezembro de 1984) é uma ex-futebolista nigeriana que atuava como meia.

## Carreira
Ajuma Ameh integrou o elenco da Seleção Nigeriana de Futebol Feminino, nas Olimpíadas de 2004. 